# Arvid Gustaf Faxe
Arvid Gustaf Faxe (i riksdagen kallad Faxe i Jönköping), född 18 augusti 1799 i Karlskrona, Blekinge län, död 23 april 1882 i Jönköping, Jönköpings län, var ett svenskt konsultativt statsråd, landshövding i Blekinge och Jönköpings län, riksdagsledamot och justitiekansler.
Arvid Gustaf Faxe föddes i Karlskrona som son till fältkirurgen Carl Arvid Faxe och hans hustru Sophia Elisabeth Lindahl. Faxe var kusins son till biskop Vilhelm Faxe. Han började studera i Lund 1813 och avlade där juridisk examen 1817. Samma år antogs han till auskultant i Göta hovrätt. Sedan han, dels som biträde, dels som tillförordnad domare, handlagt tingsgöromål 1817-1825 och under samma tid 1824 fått sig tillagd häradshövdingetitel, med tur och befordringsrätt, tjänstgjorde han 1826-1828 dels i åtskilliga ämbetsverk i Stockholm, dels som tillförordnad lagman i Närkes och Värmlands lagsaga, förordnades 1828 till adjungerad hovrättsledamot och utnämndes 1830 till assessor i hovrätten över Skåne och Blekinge.
År 1834 tillförordnades Faxe som revisionssekreterare och fick 1836 ordinarie tjänst som sådan. Han utnämndes 1840 till justitiekansler och blev 28 december 1844 konsultativt statsråd. På denna förtroendepost kvarstannade han till 10 april 1848, då han på egen begäran entledigades och åter inträdde i utövningen av justitiekanslersämbetet. Han utnämndes emellertid redan samma år till landshövding i Blekinge län, varifrån han 1856 flyttade efter utnämning till Jönköpings läns landshövding, 1870 lämnade han statstjänsten.
Såsom riksdagsman i första kammaren invald i Jönköpings läns valkrets bevistade Faxe riksdagarna 1867-1873 och var under de fyra första vice ordförande i lagutskottet samt under de tre senare ledamot av konstitutionsutskottet. Gemensamt med J.H. Backman utgav han: 
- Sammanfattning af nu gällande allmänna stadgar angående skiftesverket i riket 1837, och
- Lagkommissionens förslag till Sveriges lag af år 1734, 1841.

Faxe blev kommendör med stora korset av Nordstjärneorden 28 april 1858, samt erhöll tidigare Kungliga Danska Dannebrogsorden av första graden.
Han gifte sig 1841 med Maria Ulrika Hilda Klementina Möllerhjelm, dotter till Axel Möllerhjelm. Deras dotter Ida var gift med Hjalmar Uggla och mor till Arvid Uggla.